# Бек-Ржиковский, Фридрих фон
Граф Фридрих фон Бек-Ржиковский (нем. Friedrich von Beck-Rzikowsky; 21 марта 1830 — 9 февраля 1920) — австро-венгерский государственный деятель и военачальник; начальник Генерального штаба вооруженных сил Австро-Венгрии в 1881—1906. Граф.

## Карьера
Фридрих фон Бек родился в семье профессора медицины, проректора Фрайбургского университета Карла Йозефа Бека (нем. Karl Joseph Beck‎; 1794—1838). Одним из его старших братьев был военный врач Бернгард Октав Бек (нем. Bernhard von Beck; 1821—1894, с 1884 года — фон Бек).
В 1846 году Фридрих Бек поступил на военную службу. В чине лейтенанта, а затем оберлейтенанта пехоты и саперных войск служил в Генеральном штабе. В 1848—1849 годах участвовал в подавлении революции в Венгрии и Италии, участвовал в штурме Брешии.
После окончания военного училища в 1854 году стал капитаном Генерального штаба. В 1859 году, во время Австро-итало-французской войны, был начальником штаба дивизии, отличился в боях при Кандии и в Битве при Мадженте. Был тяжело ранен и получил за проявленную храбрость военный орден Железной короны III класса.
В 1861 году возведён в рыцарское достоинство.
В 1861 году получил чин майора, в 1862 стал флигель-адъютантом, служил у генерал-фельдмаршала барона Генриха фон Гесса. С 1865 года — подполковник при генерал-адъютанте императора Франца Иосифа. В 1867 году получил чин полковника.
Во время Австро-прусско-итальянской войны 1866 года был направлен в действующую армию, выполнял особые поручения императора.
В 1867 году возглавил военную канцелярию императора. В 1874 году стал генерал-адъютантом и одновременно — членом Тайного совета. В 1878 году император пожаловал Бека чином фельдмаршал-лейтенанта и посылал его с тайной миссией в только что оккупированную Боснию. Спустя короткое время Бек был возведён в баронское достоинство.
В 1881 году назначен начальником Генерального штаба. С 1882 года одновременно являлся шефом 47-го пехотного полка. В 1888 году удостоен чина фельдцейхмейстера. В 1885 году назначен членом Палаты господ (Heerenhaus) парламента Цислейтании. В 1893 году награждён прусским орденом Чёрного орла.
Бек занимал должность начальника Генерального штаба в течение 25 лет, оказал исключительно большое влияние на военное строительство в австро-венгерской империи. По его инициативе была создана генеральная карта Средней Европы, которая была выполнена в масштабе 1:200.000. При его поддержке Армейский географический институт внедрил фотограмметрию в качестве основного метода создания топографических карт.
Проявил себя как спокойный и осторожный политик, в военных вопросах балансировал между прогрессивно-либеральным течением и реакционным лагерем, группировавшимся вокруг фельдмаршала эрцгерцога Альбрехта. Под его руководством в Генеральном штабе было сосредоточено фактическое командование вооруженными силами, роль имперского военного министерства в значительной степени являлась номинальной. Неофициально Бека называли «вице-кайзером» при Франце Иосифе в области оборонной политики.
Во время Венгерского кризиса 1905—1906 годов под руководством Бека был разработан «План U», который предусматривал силовое подавление оппозиционного движения в Транслейтании.
В 1906 году 76-летний император по настоянию престолонаследника Франца Фердинанда, которому он поручил модернизацию вооруженных сил, уволил своего ровесника фон Бека от должности начальника Генерального штаба. В этом же году был отправлен в отставку и имперский военный министр Генрих фон Питрейх. Новым начальником Генерального штаба, по настоянию престолонаследника, был назначен 54-летний фельдмаршал-лейтенант Конрад фон Гётцендорф.
В знак признания многочисленных заслуг, Бек-Ржиковский получил графский титул и назначен на почётную должность капитана личной охраны императора. В 1916 году он был удостоен введённого в 1915 году чина генерал-полковника.

## Титулы
- рыцарь фон Бек (1861, Ritter von Beck)
- барон фон Бек (1878, Freiherr von Beck)
- граф фон Бек (1906, Graf von Beck)
- граф фон Бек-Ржиковский (1913, Graf von Beck-Rzikowsky)

## Награды
- Орден Красного орла 2-го класса с бриллиантами (1872)
- Орден Красного орла 1-го класса (20 июля 1876); бриллиантовые знаки к ордену (1882)[1]
- Орден Красного орла большой крест (1888); риллиантовые знаки к ордену (6 сентября 1891)[2]
- Орден Чёрного орла (19 сентября 1893)[3]

## Личная жизнь
В 1861 Фридрих фон Бек сочетался браком с Анной Марией Ржиковской фон Добржич. В 1913, согласно повелению императора, его род был объединен с угасшим в мужской линии родом его супруги. Сын — граф Фридрих фон Бек, также сделал военную карьеру, являлся полковником Генерального штаба.